# Lucio Fulci

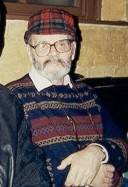
Lucio Fulci, 1994

Lucio Fulci (* 17. Juni 1927 in Rom; † 13. März 1996 ebenda) war ein italienischer Filmregisseur, Produzent, Drehbuchautor und Schauspieler. Berühmt wurde er durch seine Zombiefilme in den späten 1970er und frühen 1980er Jahren.

## Leben
Nach seinem Studium der Medizin entschied sich Fulci für eine Karriere im Filmgeschäft und ließ sich am Centro Sperimentale di Cinematografia als Regisseur ausbilden. Seine Karriere begann er mit Dokumentarfilmen. Ab 1948 war er als Regieassistent und Drehbuchautor tätig.
Seinen ersten von fast 60 Filmen inszenierte Fulci 1959 mit der Gaunerkomödie Jeder Dieb braucht ein Alibi. Bis Ende der 1960er Jahre drehte er viele Komödien (oft mit dem populären Gespann Franco Franchi/Ciccio Ingrassia), aber auch Abenteuer- und Agentenfilme sowie Italo-Western wie den sehr populären Django - Sein Gesangbuch war der Colt. In den frühen 1970ern drehte er einige Giallo-Filme, die als überdurchschnittliche Beiträge zum Genre gelten.
Ein weiterer großer Erfolg gelang ihm 1979 mit Zombi 2 (Woodoo – Schreckensinsel der Zombies) der in Europa als vorgeblicher Nachfolger von George A. Romeros Zombie (Dawn Of The Dead) vermarktet wurde. Es folgten weitere Horrorfilme, darunter einige mit Zombie-Thematik. Seine oft mit extremen Splatter- und Gore-Effekten angereicherten Filme werden häufig als einige der gewalttätigsten und blutigsten dieser Zeit bezeichnet. Ein Zombie hing am Glockenseil, Die Geisterstadt der Zombies, Das Haus an der Friedhofsmauer und Der New York Ripper waren einige seiner größten Erfolge in diesem Genre.
Viele dieser Filme mussten in Deutschland geschnitten werden, da sie sonst keine Freigabe durch die FSK erhalten hätten. Einige seiner Filme wurden von der BPjM indiziert oder nach § 131 StGB als gewaltverherrlichend beschlagnahmt. Gegen Ende der 1990er Jahre wurden viele Filme dieser Schaffensphase auf DVD in ungeschnittenen Fassungen wiederveröffentlicht.
Fulci galt als Einzelgänger; so vermied er eine Zusammenarbeit mit Dario Argento und war auch nicht gut auf ihn zu sprechen, da er zu seinen größten Konkurrenten um die Gunst des Horror-Publikums zählte.
Fulcis Filme wurden vom großen Publikum meist nicht beachtet und erreichten nur unter Genrefans Kultstatus. Nach seiner vorübergehenden Abwendung vom Splatter-Film gelang es Fulci nicht mehr, an frühere Erfolge anzuknüpfen. Durch persönliche und gesundheitliche Probleme, aber auch finanzielle Beschränkungen des Budgets, ließ die Qualität seiner Arbeiten teilweise stark nach.
Fulci starb 1996 bei den letzten Vorbereitungen zu dem Film Wax Mask an seinem Diabetes – er hatte vergessen, seine Insulinspritzen zu setzen. Gerüchte über einen Suizid wurden nicht bestätigt. Effektspezialist Sergio Stivaletti übernahm die Regie.

## Privat
Seine Tochter Antonella (* 1960) ist Schauspielerin und verwaltet das filmische Erbe ihres Vaters.
Er hat noch eine weitere Tochter namens Camilla, die auch bei einigen Produktionen ihres Vaters als Assistentin mitarbeitete. Beides sind Kinder aus der Ehe mit Maria Fulci, mit der Lucio von 1958 bis 1969 verheiratet war. Sie starb bereits 1969.

## Filmografie (Auswahl)

### Drehbuch (ohne eigene Regie)
- 1954: Drei Sünderinnen (Un giorno in pretura) – Regie: Steno
- 1954: Ein Amerikaner in Rom (Un americano a Roma)
- 1955: Casanova – seine Liebe und Abenteuer (Le avventure di Giacomo Casanova) – Regie: Steno
- 1958: Nachtwächter, Dieb und Dienstmädchen (Guardia, ladro e cameriera)
- 1961: Totò, Peppino und das süße Leben (Totò, Peppino e la dolce vita)
- 1967: Zwei Trottel gegen Django (Due Rrringos nel Texas)
- 1971: Das Pferd kam ohne Socken (Ettore lo fusto)
- 1985: Der Käfig (La gabbia)
- 1997: Wax Mask (M.D.C. – Maschera di cera)

### Regie
- 1959: Jeder Dieb braucht ein Alibi (I ladri)
- 1959: I ragazzi del Juke-Box
- 1962: …mit Damenbedienung (Le massaggiatrici)
- 1963: Ein seltsamer Typ (Uno strano tipo)
- 1964: Das Großmaul (I due evasi di Sing Sing)
- 1964: Wir, die Trottel vom Geheimdienst (002 agenti segretissimi)
- 1966: Django – Sein Gesangbuch war der Colt (Le colt cantarono la morte e fu… tempo di massacro)
- 1968: Die Abenteuer des Kardinal Braun (Operazione San Pietro)
- 1969: Die Nackte und der Kardinal (Beatrice Cenci)
- 1969: Nackt über Leichen (Una sull’altra)
- 1971: Der lange Schwarze mit dem Silberblick (All’onorevole piacciono le donne)
- 1972: Quäle nie ein Kind zum Scherz (Non si sevizia un paperino)
- 1973: Jack London: Wolfsblut (Zanna Bianca)
- 1974: Die Teufelsschlucht der wilden Wölfe (Il ritorno di Zanna Bianca)
- 1975: Verdammt zu leben – verdammt zu sterben (I quattro dell'apocalisse)
- 1977: Die sieben schwarzen Noten (Sette note in nero)
- 1978: Silbersattel (Sella d’argento)
- 1979: Woodoo – Schreckensinsel der Zombies (Zombi 2)
- 1980: Das Syndikat des Grauens (Luca il contrabbandiere)
- 1980: Ein Zombie hing am Glockenseil (Paura nella città dei morti viventi)
- 1981: The Black Cat (Gatto nero)
- 1981: Über dem Jenseits (E tu vivrai nel terrore – L’aldilà)
- 1981: Das Haus an der Friedhofsmauer (Quella villa accanto al cimitiero)
- 1982: Der New York Ripper (Lo squartatore di New York)
- 1982: Amulett des Bösen (Manhattan Baby)
- 1983: Conquest
- 1983: Die Schlacht der Centurions (I guerrieri dell anno 2072)
- 1984: Murder Rock (Murderock – uccide a passo di danza)
- 1986: Dämon in Seide (Il miele del diavolo)
- 1987: Daemonia (Aenigma)
- 1988: Sodomas tödliche Rache (I fantasmi di Sodoma)
- 1988: Touch of Death (Quando Alice ruppe lo specchio)
- 1988: Zombie III (Zombi 3)
- 1989: Die Uhr des Grauens (La casa nel tempo) (Fernsehfilm)
- 1989: Das Haus des Bösen (La dolce casa degli orrori) (Fernsehfilm)
- 1990: Die Saat des Teufels (Hansel e Gretel) (Fernsehfilm)
- 1990: Demonia
- 1990: Nightmare Concert (Un gatto nel cervello) (auch Hauptrolle)
- 1991: Stimmen aus dem Jenseits (Voci dal profondo) (Fernsehfilm)

### Produzent
- 1987: The Curse, Regie: David Keith
- 1988: The Red Monks (I frati rossi)
- 1989: Massacre, Regie: Andrea Bianchi

## Trivia
Die 2013 ebenfalls in Italien gegründete Death-Metal-Band Fulci benannte sich nach ihm und behandelt unter anderem in ihrem Album Tropical Sun den Film Zombi 2.